# Campeonato Mundial de Handebol Masculino de 1958
O Campeonato Mundial de Handebol Masculino de 1958 foi a terceira edição do Campeonato Mundial de Handebol. Foi disputado na República Democrática Alemã. A Alemanha enviou um time unificado composto por jogadores da Alemanha Ocidental e da Alemanha Oriental. 

## Classificação Final
|    | Suécia          |
|    | Tchecoslováquia |
|    | Alemanha        |
| 4  | Dinamarca       |
| 5  | Polónia         |
| 6  | Noruega         |
| 7  | Hungria         |
| 8  | Iugoslávia      |
| 9  | França          |
| 10 | Islândia        |
| 11 | Áustria         |
| 12 | Espanha         |
| 13 | Roménia         |
| 14 | Finlândia       |
| 15 | Brasil          |
| 16 | Luxemburgo      |

## Classificação

### Fase Preliminar
| Data   | Partidas            | Res.  |
| ------ | ------------------- | ----- |
| 27 Fev | Suécia - Espanha    | 31-11 |
| 27 Fev | Polónia - Finlândia | 14-14 |
| 1 Mar  | Espanha - Finlândia | 19-16 |
| 1 Mar  | Suécia - Polónia    | 19-14 |
| 3 Mar  | Polónia - Espanha   | 25-11 |
| 3 Mar  | Suécia - Finlândia  | 27-16 |

| Grupo A   | Partidas | Gols  | Pontos |
| --------- | -------- | ----- | ------ |
| Suécia    | 3        | 77-41 | 6      |
| Polónia   | 3        | 53-44 | 3      |
| Espanha   | 3        | 41-72 | 2      |
| Finlândia | 3        | 46-60 | 1      |

| Data   | Partidas              | Res.  |
| ------ | --------------------- | ----- |
| 28 Fev | Alemanha - Luxemburgo | 46-4  |
| 28 Fev | Noruega - França      | 17-13 |
| 2 Mar  | Noruega - Luxemburgo  | 41-8  |
| 2 Mar  | Alemanha - França     | 32-12 |
| 4 Mar  | França - Luxemburgo   | 41-8  |
| 4 Mar  | Alemanha - Noruega    | 19-9  |

| Grupo B    | Partidas | Gols   | Pontos |
| ---------- | -------- | ------ | ------ |
| Alemanha   | 3        | 97-25  | 6      |
| Noruega    | 3        | 67-40  | 4      |
| França     | 3        | 66-57  | 2      |
| Luxemburgo | 3        | 20-128 | 0      |

| Data   | Partidas                   | Res.  |
| ------ | -------------------------- | ----- |
| 27 Fev | Tchecoslováquia - Islândia | 27-17 |
| 27 Fev | Hungria - Roménia          | 16-16 |
| 1 Mar  | Islândia - Roménia         | 13-11 |
| 1 Mar  | Tchecoslováquia - Hungria  | 26-11 |
| 3 Mar  | Hungria - Islândia         | 19-16 |
| 3 Mar  | Tchecoslováquia - Roménia  | 21-13 |

| Grupo C  | Partidas | Gols  | Pontos |
| -------- | -------- | ----- | ------ |
| Chéquia  | 3        | 74-41 | 6      |
| Hungria  | 3        | 46-58 | 3      |
| Islândia | 3        | 46-57 | 2      |
| Roménia  | 3        | 40-50 | 1      |

| Data   | Partidas               | Res.  |
| ------ | ---------------------- | ----- |
| 28 Fev | Dinamarca - Brasil     | 32-12 |
| 28 Fev | Iugoslávia - Áustria   | 35-8  |
| 2 Mar  | Áustria - Brasil       | 24-12 |
| 2 Mar  | Dinamarca - Iugoslávia | 20-12 |
| 4 Mar  | Iugoslávia - Brasil    | 22-9  |
| 4 Mar  | Dinamarca - Áustria    | 22-18 |

| Grupo D    | Partidas | Gols  | Pontos |
| ---------- | -------- | ----- | ------ |
| Dinamarca  | 3        | 74-42 | 6      |
| Iugoslávia | 3        | 69-37 | 4      |
| Áustria    | 3        | 50-69 | 2      |
| Brasil     | 3        | 33-78 | 0      |

### Segunda Fase
| Data  | Partidas                   | Res.  |
| ----- | -------------------------- | ----- |
| 5 Mar | Alemanha - Hungria         | 22-15 |
| 5 Mar | Tchecoslováquia - Noruega  | 21-10 |
| 6 Mar | Noruega - Hungria          | 23-21 |
| 6 Mar | Tchecoslováquia - Alemanha | 17-14 |

| Grupo 1  | Partidas | Gols  | Pontos |
| -------- | -------- | ----- | ------ |
| Chéquia  | 3        | 64-35 | 6      |
| Alemanha | 3        | 55-42 | 4      |
| Noruega  | 3        | 42-61 | 2      |
| Hungria  | 3        | 47-71 | 0      |

| Date  | Matches              | Res.  |
| ----- | -------------------- | ----- |
| 5 Mar | Dinamarca - Polónia  | 22-15 |
| 5 Mar | Suécia - Iugoslávia  | 26-9  |
| 6 Mar | Polónia - Iugoslávia | 9-7   |
| 6 Mar | Suécia - Dinamarca   | 13-12 |

| Grupo 2    | Partidas | Gols  | Pontos |
| ---------- | -------- | ----- | ------ |
| Suécia     | 3        | 64-35 | 6      |
| Dinamarca  | 3        | 55-42 | 4      |
| Polónia    | 3        | 42-61 | 2      |
| Iugoslávia | 3        | 47-71 | 0      |

### Partidas Finais
| Data                   | Partidas                 | Res.  |
| ---------------------- | ------------------------ | ----- |
| Partida do 7º/8º lugar |                          |       |
| 7 Mar                  | Hungria - Iugoslávia     | 24-16 |
| Partida do 5º/6º lugar |                          |       |
| 7 Mar                  | Noruega - Polónia        | 18-20 |
| Disputa do Bronze      |                          |       |
| 8 Mar                  | Alemanha - Dinamarca     | 16-13 |
| Final                  |                          |       |
| 8 Mar                  | Tchecoslováquia - Suécia | 12-22 |

| Campeonato Mundial de Handebol Masculino de 1958 |
| Campeão                                          |
| ------------------------------------------------ |
| Suécia 2º Título                                 |